# Rhacophorus subansiriensis
Espèce
Rhacophorus subansiriensis est une espèce d'amphibiens de la famille des Rhacophoridae.

## Répartition
Cette espèce est endémique du district de Lower Subansiri dans l’État d'Arunachal Pradesh en Inde.

## Étymologie
Son nom d'espèce, composé de subansiri et du suffixe latin -ensis, « qui vit dans, qui habite », lui a été donné en référence au lieu de sa découverte, le district de Lower Subansiri.

## Publication originale
- Mathew & Sen, 2009 : Studies on little known amphibian species of north east India. Records of the Zoological Survey of India, Occasional Paper, no 293, p. 1-64.